# Škoda Winnetou
Der Škoda Winnetou war ein 1968 vorgestellter Roadster von AZNP Škoda. Der Zweisitzer hatte einen Heckantrieb. Basis war ein Škoda 1000 MBX mit GFK-Karosserie auf einem Stahlrahmen und einem Zeltdach.
Der Prototyp wurde zwar auf dem Genfer Auto-Salon und dem Pariser Autosalon der Öffentlichkeit vorgestellt, gelangte aber nie in die Fertigung. Der Verbleib des Prototyps ist unbekannt.

## Technische Daten
- Radstand: 2400 mm
- Maße: 3848 × 1600 × 1250 mm
- Gewicht: 590 kg
- Motor: OHV Reihenvierzylinder, zwei Vergaser
- Hubraum: 988 cm³
- Leistung: 38 kW (52 PS) bei 5000 min−1
- Höchstgeschwindigkeit: 130 km/h
- Beschleunigung von 0 auf 100 km/h in 30,2 s
- Kraftstoffverbrauch: 8,4 l/100 km
- Getriebe: Vierganggetriebe